# Miguel Serdoura
Miguel Serdoura (ou Miguel Yisrael), né le 31 mars 1973 à Lisbonne, est un luthiste portugais.

## Biographie
Il obtient un diplôme en guitare classique en 1994.
Il amorce ensuite l'étude du luth au Conservatoire national supérieur de musique et de danse de Paris, auprès de Claire Antonini, puis se rend à Bâle, en Suisse, pour suivre les cours de Hopkinson Smith à la Schola Cantorum Basiliensis. 
Depuis plusieurs années, il se produit en récital dans de nombreuses villes d'Europe, de Chine, du Canada et des États-Unis. Il joue avec des luths construits par Cezar Mateus (en), un luthier américain établi à Princeton. 
En 2015, il fonde la société Le Luth Doré SAS, qui se consacre à la fabrication d'instruments de musique de la famille du luth et à l'édition urtext et la diffusion des musiques pour instruments à cordes pincées.
Il réside maintenant à Paris, où il enseigne le luth.

## Discographie
- Les Baricades Mistérieuses (2008) - 5 de Diapason
- The Court of Bayreuth (2010) - Diapason d'Or découverte
- Austria 1676 (2012) - 4 Étoiles Audioclásica
- Les Rois de Versailles (2014) - Le Clic Classiquenews

## Publications
On lui doit une Méthode de luth baroque, publiée en 2008 par Ut Orpheus.
En 2009, il publie une édition pour luth baroque des Barricades mystérieuses de François Couperin, dans la collection La Rhétorique des Dieux.